# Thavil

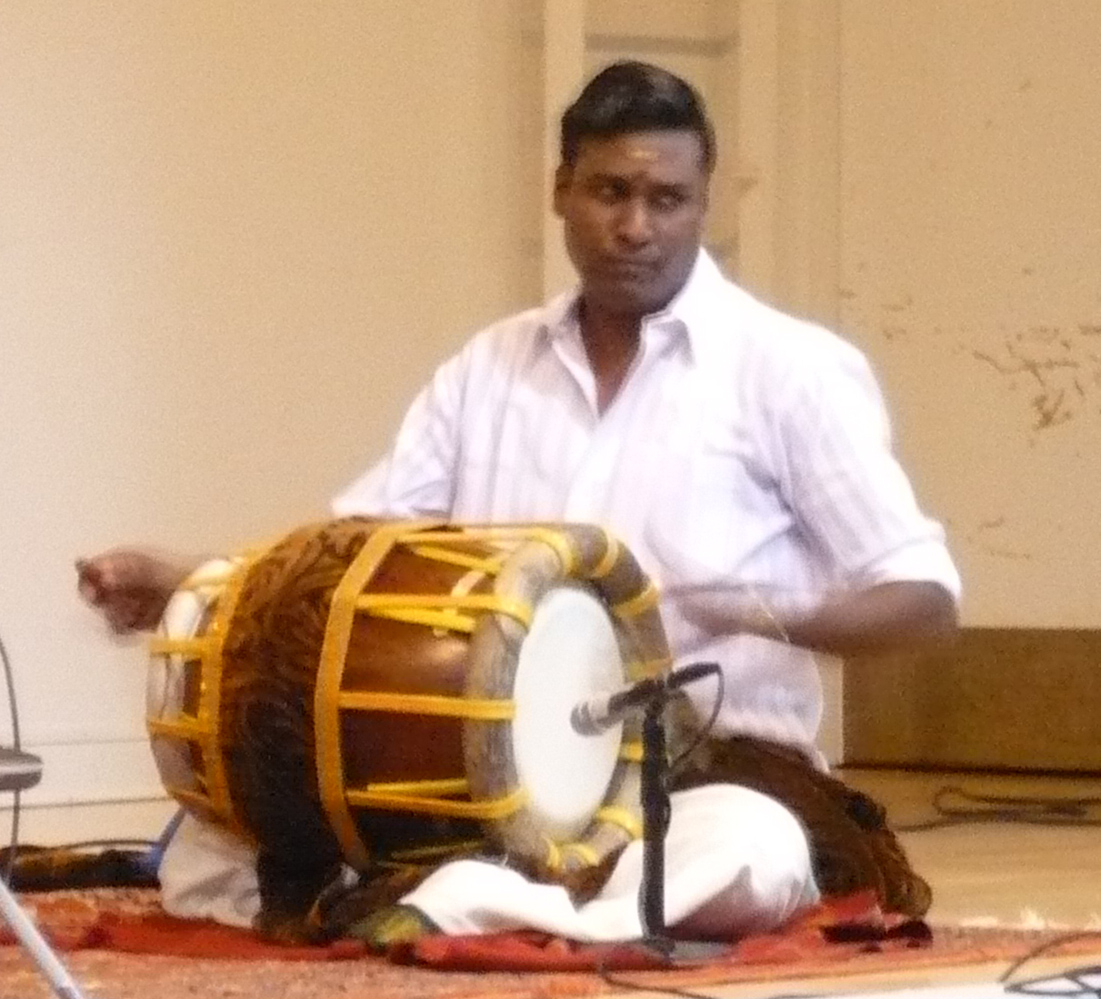
Muzyk grający na thavilu

Thavil (tamil: தவிள்) – południowo-indyjski instrument perkusyjny, używany w tradycji karnatackiej indyjskiej muzyki klasycznej, a także w muzyce ludowej. Często towarzyszy nadaswaram. Te dwa instrumenty są typowym obrazkiem podczas świąt w południowych Indiach.